# OS-tan
OS-tan er et Internet fænomen der originalt opstod på den japanske Futaba Channel. OS-tans er moe antropomorfiseringen/personificeringen af operativsystemer, tegnet af en række amatør manga-tegnere. OS-tans er typisk af det kvindelige køn, og måden hvorpå de repræsentere Microsoft Windows operativsystemerne på er vist ved at de alle er søskende af forskellige aldre.

## Historie
OS-tan konceptet startede originalt med en personificeringen af den normalle opfattelse af Windows Me som ustabil og havende hyppige nedbrud. Diskussioner på Futaba Channel sammenlignede dette med det stereotype billede af en vaklende, problematisk pige, og som denne personificeringen blevudvidet, blev Me-tan skabt, efterfuldt af resten af figurene.[kilde mangler] Et af de tidligste værker der for alvor fremhævede OS-tans, var en interaktiv Flash animation, der viste et eksempel på hvordan en mulig intro til et fiktionelt anime-show kendt som Troubled Windows kunne have set ud.[kilde mangler] En fansub blev eventuelt lavet, og var delvis skyld i udspredelsen af OS-tans til de engelsksprogede imageboards.[kilde mangler] Det er vigtigt at huske at OS-tans på ingen måde var et originalt koncept da de blev skabt, hvilket skete efter Toy's iMac Girl, der blev præsenteret på en række computere udgivet mellem august 1998 og marts 1999.

## Tansuffiks
Det japanske suffiks Tan (たん) er en fejludtalelse af Chan (ちゃん), en uformel, intim, og et mindre ærefuldt suffiks som normalt bruges for venner, familie, og kæledyr.  I dette tilfælde er fejludtalelsen dog med vilje for, at få den søde og charmerende virkning der ofte forbindes med dets brug af børn, og til tider også dets brug hos figurer der ikke er maskotter. Personificeringen som en helhed kaldes ofte blot for maskotter, eller maskot figurer, og suffikset Tan betyder derfor intet udenfor dets rolle som en ærefyldt titel og dets søde charme. Normale suffiks så som San, Chan, og Kun ses også brugt hos OS-tan alt efter talerens fortrukne, eller undgås fuldstændigt.

## Eksempler

### Windows 95
Eftersom Windows 95 anses for at være det ældste af de moderne 32-bit Windows operativsystemer, er 95-tans udseende ofte i stil med kvinders tøj i Japans tidlige moderne æra. Hun fremvises typisk som en venligudseende brun håret kvinde i en kimono, med en hårsløjfe der vise de fire Windowsfarver. Hendes tøj er en traditionel kimono og en japansk hakama, og hun går med tykke sandaler eller geta. I den tidligste tidperiode af Japans modernisering (fra Meiji-perioden til Taisho-perioden), var dette den typiske skoleuniform far piger der gik på college, og er en hentydning til moderniseringen af Windows. Ydermere er mønsteret på hendes kimono baseret på filen "hana256.bmp", som blev brugt som skrivebordsbillede i den japanske version of Windows 95. Hun ses oftest i gang med at drikke te, lave mad eller andet husarbejde.[kilde mangler] Et gentagende emne i historier, er de problemer hun har med nyere technologier, der blev udgivet efter Windows 95, så som USB enheder og brådbånds Internet forbindelser. Til tider ses hun også i et aggressivt humør, bærende en katana, for at symbolisere at det var med hendes generation at Microsoft endelig fik fuld dominans på computermarkedet.

### Windows 98 og 98SE
Selvom der eksistere mange varianter, illustreres Windows 98 operativsystemerne oftest som et par unge piger. 98-tan går i en hvid og blå uniform, der har Windows-logoet som del af hendes slips, har blåt har og en "98" hårspænde. 98SE-tan har et lignende udseende, men går i en grøn sejlerskoleuniform med bogstaverne "SE" foran. To tidligere repræsentationer var to Pocky kasser, med ansigter og version nummer skrevet på dem med kridt. Detter er en reference til Vulcan 300, en figur fra anime-serien Zatch Bell!. Disse tidlige repræsentationer bruges stadig som mechaer, styret af pigerne, dukker båret rundt af pigerne, og somme tider endda som skjulested for dem.

### Windows ME
ME-tans passer meget godt med det japanske koncept for kawaii eller nuttedhed. Hendes design har kun ændret sig en smule fra kunstnernes originale design og illustreres med grønt hår sat i lange rottehaler, og med tjenestepige tøj med et ! badge foran, som henvisning til Windows gule fejlikon. Selvom hun anses som hårdtarbejdende, viser webcomic ofte hvordan det lykkes hende at fejle med alt hvad hun laver, ofte med bogstaveligt at bryde sammen til hendes søskendes irritation. Når hun ikke er frosset eller ude af kontrol, viser hun desuden ofte en mangel på logik og viden, ved at gøre ting så som at putte en sodavand i mikrobølgeovnen, eller svinge et forårsløg for at beskytte sig. (En hentydning til en firewall kaldet "NEGiES", udtalt som "Negi"(forårsløg) på japansk.) På trods af, eller måske på grund af, hendes ynkelige tilstand er ME-tan en af de mest populære af OS-tan.[kilde mangler]

### Windows 2000
2k-tan illustreres typisk som en kvinde af intelligent, professionel, og reserveret udseende. Hun har kort, blåt hår briller og hårklips der ligner katte ører med en lille tjenestepige kyse med Windows logoet på. Hendes tøj består af en badedragt i Windows logoets farvet, og en lang, blå frakke, som hentydning til den populære opfattelse af Windows 2000 som det mest stabile og pålidelige af Windows operativsystemerne. På grund af den større stabilitet hos Winddows 2000, sammenlignet med Windows Me der blev udgivet nær år 2000, ses 2k-tan ofte som ME-tans beskytter.[kilde mangler] Den blå farve der oftest bruges i de fleste illustrationer af 2k-tan, svare til den der var Windows 2000s standart skrivebordsfarve.

### Windows XP
XP-tan er en sorthåret en dame, med sløjfer i håret, og en hårklips der ligner et "XP" i venstre side. Eftersom Windows XP anses af mange for at oplæse ens system og være meget varm uden at være brugbar, illustreres XP-tan normalt med meget småt tøj og en stor barm. Som en hentydning til Windows XPs store forbrug af hukommelse, ses hun ofte i gang med at spise, eller med en tom ris skål i hånden med en seddel der siger "Memory" sat på. Andre variationer inkludere versionen for XP Home kendt som "Homeko". Hun har grønt hår, som hun har sat op i en kort hestehale, med to store XP-formede hårklips der dækker hendes ører. En mindre udbredt version er den der repræsentere Windows XP Media Center Edition. Tøjet hos de to mest brugte varianter, er baseret på loading linjerne på Windows splashscreen under startup.

### Windows Vista
Vis-tan har til forskel fra sine forgængere ikke fået en standart illustration der accepteres af alle endnu. På Futaba Channel eksistere der fire populære Vis-tan design, der er sagt at skulle repræsentere de fire versioner af Windows Vista. "Vistake" designet er illustreret som en ung kvinde, hvis tøj består af en sort, rød, og hvid sejler fuku, og rød-hvid stribede strømpebukser. Hendes hår er gråt og langt, og hun har det ofte sat op i en hestehale med en skrue-lignende hårklips. En lignende "skrue" er placeret i hendes pande. "Visbau" designet er ligeledes illustreret som en ung kvinde med gråt hår og skrue-lignende hårklips, dog er hendes hår kortere end Vistakes. Hendes tøj er ei stil med en ninjas, og består af en marineblå top, og en hakama der er åben i siderne, og således delvis viser noget af hendes ben. Derudover bærer hun et rødthalstørklæde o halsen. "Vis-tan Spirit" designet er baseret på figuren Shirona (シロナ) fra spillende Pokémon Diamond og Pearl. Hun har langt, løst blond hår, med to sorte hårklips i hver side, og en lyseblå glorie over hovedet. Hendes tøj består af en lang sort kjole uden ærmer, samt lange sorte handsker, og sorte strømpebukser. Det sidste design kaldet "Anubis", illustreres som en ung kvinde med krto, blåt hår, og en stor stjerneformet hårklips. En lignende stjerne er tegnet rund om hendes venstre øje. Hun bære en lyseblå top, og har adskillige guldringe om både hendes hals og hendes arme.

### Mac OS X
Mac OS X-pigen illustreres ofte med katte ører, grundet Apples tradition med at navngive efter vildkatte. (Alle Mac OS X udgivelser havde et kodenavn så som "Jaguar", "Panther", "Tiger", "Leopard" og så videre.) Bortset fra det ligner hun en ældre udgave af Mac OS 9-pigen. Hendes påklædning består af en platinhvid frakke, og en hat i stil med en trådløs AirPort enhed.

### Linux
Originalt blev Linux illustreret som en skægget pingvin, som henvisning til Tux, pingvin maskotten for Linuxs kernel program. Der er og senere blevet lavet en menneskelige version, som er en pige med hjelm, og svømmeføder. Hendes hjelm har normal horn, en hentydning til GNU softwaren. Fod-symbolet på hendes trøje er ligeledes en hentydning til GNOME skrivebordsmiljøet. Derudover ses hun også ofte med et spyd i hånden, hvorpå der sidder et flag, der repræsentere GRUB, LILO og GCC værktøjerne til GNU/Linux.

### Bi-figurer
Bortset fra de OS-tan der er baseret på operativsystemer, er der også blevet lavet en lang række lignende illustrationer for diverse programmer. Nogle eksempler på dette er:
- Dr. Norton
- Miss McAfee
- Firefox-tan
- Opera-tan
- DOS-tan

### Amerikanske OS-tan
Windows OS-tans er skabt i Japan. Men i en historie møder OS-tan pigerne deres amerikanske sidestykker. Meget grundlæggenede er ligger forskellen mellem de japanske og amerikanske OS-tan piger i muskelmassen, hvor amerikanerne er langt større.